# Bormio
Bormio is een gemeente in de Italiaanse provincie Sondrio (regio Lombardije).
De plaats ligt in een breed dal in het hoogste deel van Valtellina. Bormio wordt gedomineerd door de 3075 meter hoge wand van de Monte Reit. Langs de plaats stromen twee rivieren; de Adda in het westen en de Frodolfo ten zuiden van het centrum. Ten noorden en oosten van Bormio ligt het uitgestrekte Nationaal Park Stelvio.
Bormio is een belangrijk verkeersknooppunt, hier beginnen de routes naar enkele bekende bergpassen. De Stelviopas vormt de verbinding met het Duitstalige Zuid-Tirol, de Gaviapas verbindt Valtellina met het zuidelijker gelegen Val Camonica en de Foscagnopas leidt naar het belastingvrije Livigno.
Het centrum van Bormio heeft zijn middeleeuwse karakter goed weten te behouden. Enkele belangrijke gezichtsbepalende gebouwen zijn de stadstoren met zijn zwaluwkantelen, de kerk San Gervasio e Protasio, het Palazzo de Simoni waarin het stadskantoor gevestigd is en de 12de-eeuwse kerk San Vitale met zijn ranke klokkentoren.
Beroemd zijn de thermaalbaden van Bormio (Terme di Bormio), die zelfs gedeeltelijk teruggaan tot de 1e eeuw van onze jaartelling. Delen hiervan kunnen nog steeds bezocht worden en dit is een unieke ervaring, omdat men zich daadwerkelijk in een grot in de berg bevindt om de kuur te ondergaan.

## Wintersport
's Winters transformeert Bormio zich in een belangrijke wintersportplaats. In 1985 en 2005 zijn in Bormio de Wereldkampioenschappen alpineskiën gehouden. Het skigebied ligt ten zuiden van de plaats op de hellingen van de Monte Vallecetta en La Rocca en heet Bormio 2000. Gedurende de zomer kan er geskied worden op de gletsjers boven de Stelviopas. Deze is via een 21 kilometer lange slingerweg in noordelijke richting te bereiken.
Het plaatselijke IJspaleis, het Palaghiaccio Braulio, wordt gebruikt voor shorttrack, kunstschaatsen en ijshockey. Jaarlijks (2022, 30e editie) wordt de shorttrack Alta Valtellina Trophy verreden. Grote evenementen in het shorttrack: In 1998 en 2010 het Wereldkampioenschap Teams; in 2000 de Europese Kampioenschappen; in februari 2004 de 6e wereldbekerwedstrijd; en in 2020 het WK junioren.

## Demografie
Bormio telt ongeveer 1689 huishoudens. Het aantal inwoners daalde in de periode 1991-2001 met 0,2% volgens cijfers uit de tienjaarlijkse volkstellingen van ISTAT. Eind november 2022 had Bormio 3.964 inwoners.
| Jaar | Inwoneraantal |
| ---- | ------------- |
| 1991 | 4104          |
| 2001 | 4096          |
| 2021 | 4074          |

## Geboren
- Deborah Compagnoni (1970), alpineskiester
- Stefano Donagrandi (1976), schaatser
- Nicola Franceschina (1977), shorttracker
- Nicola Rodigari (1981), shorttracker

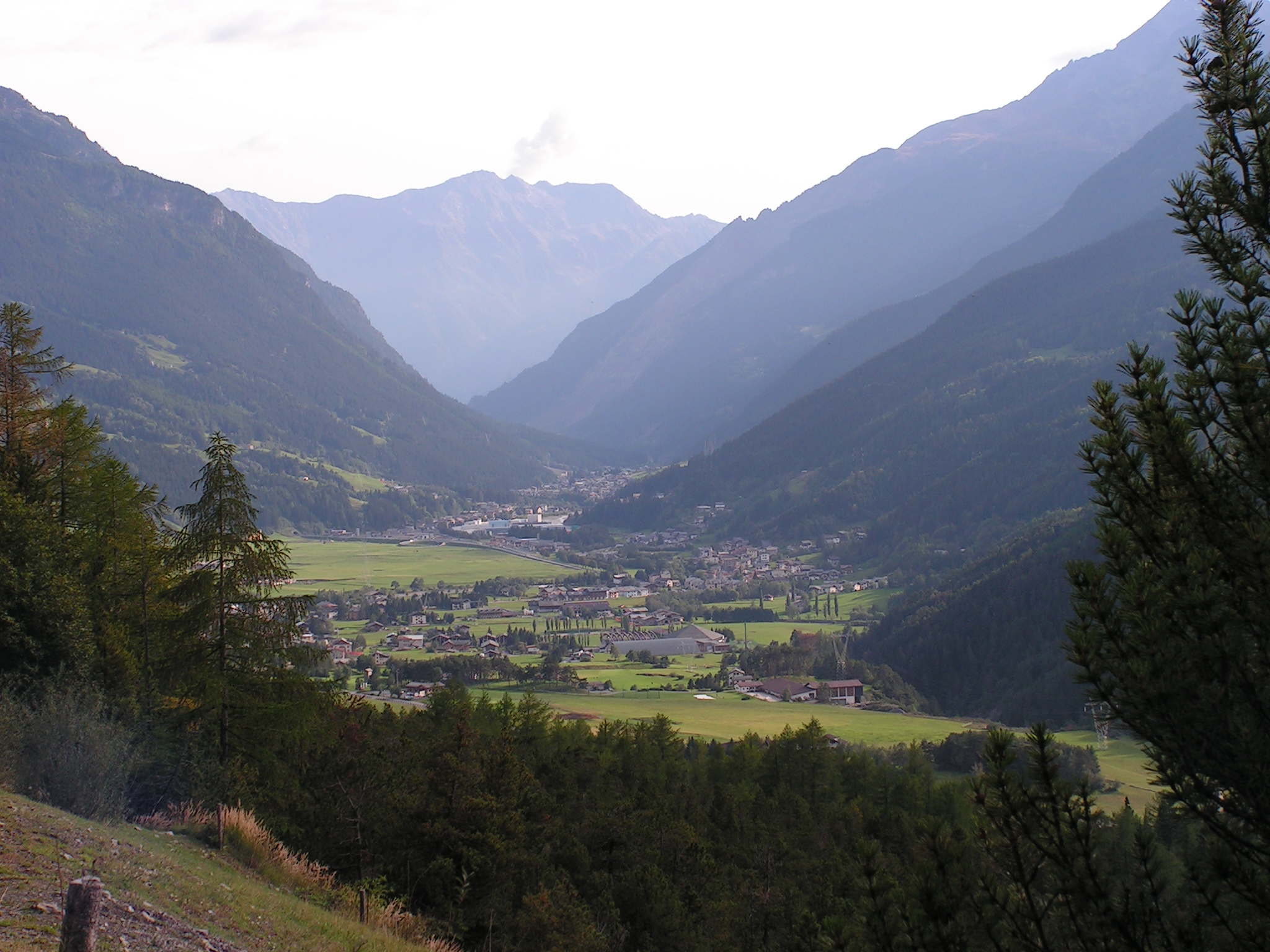
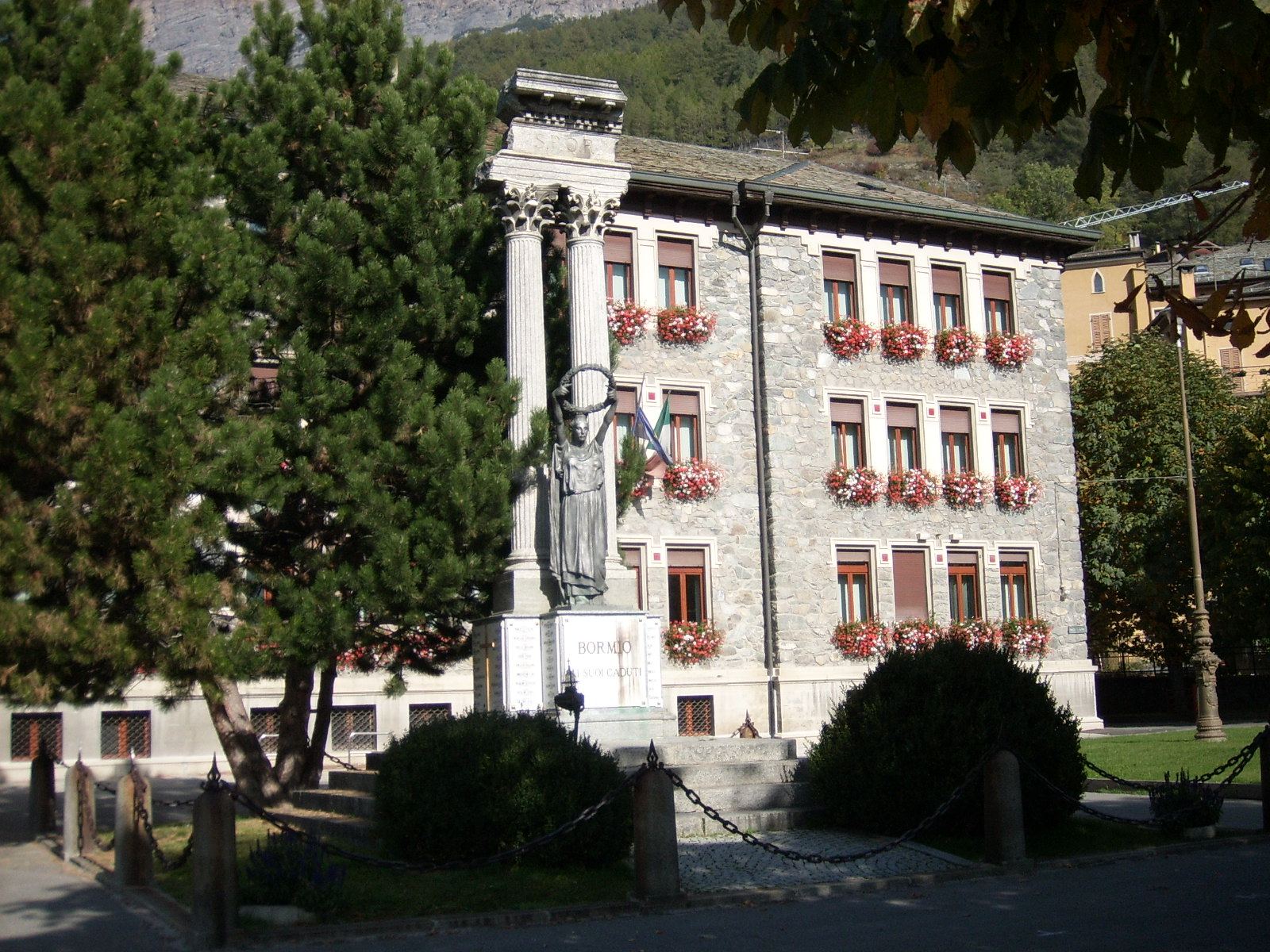
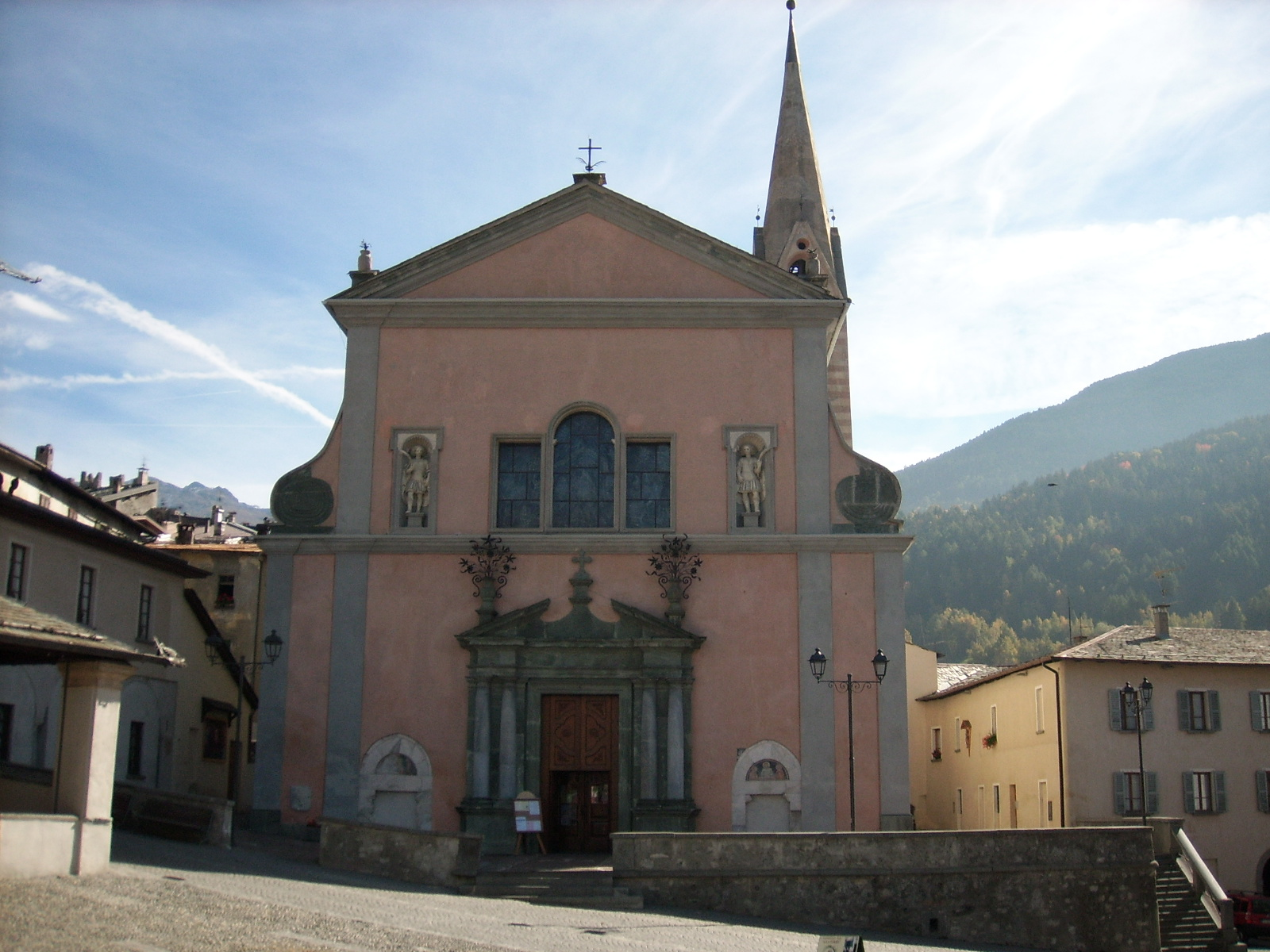
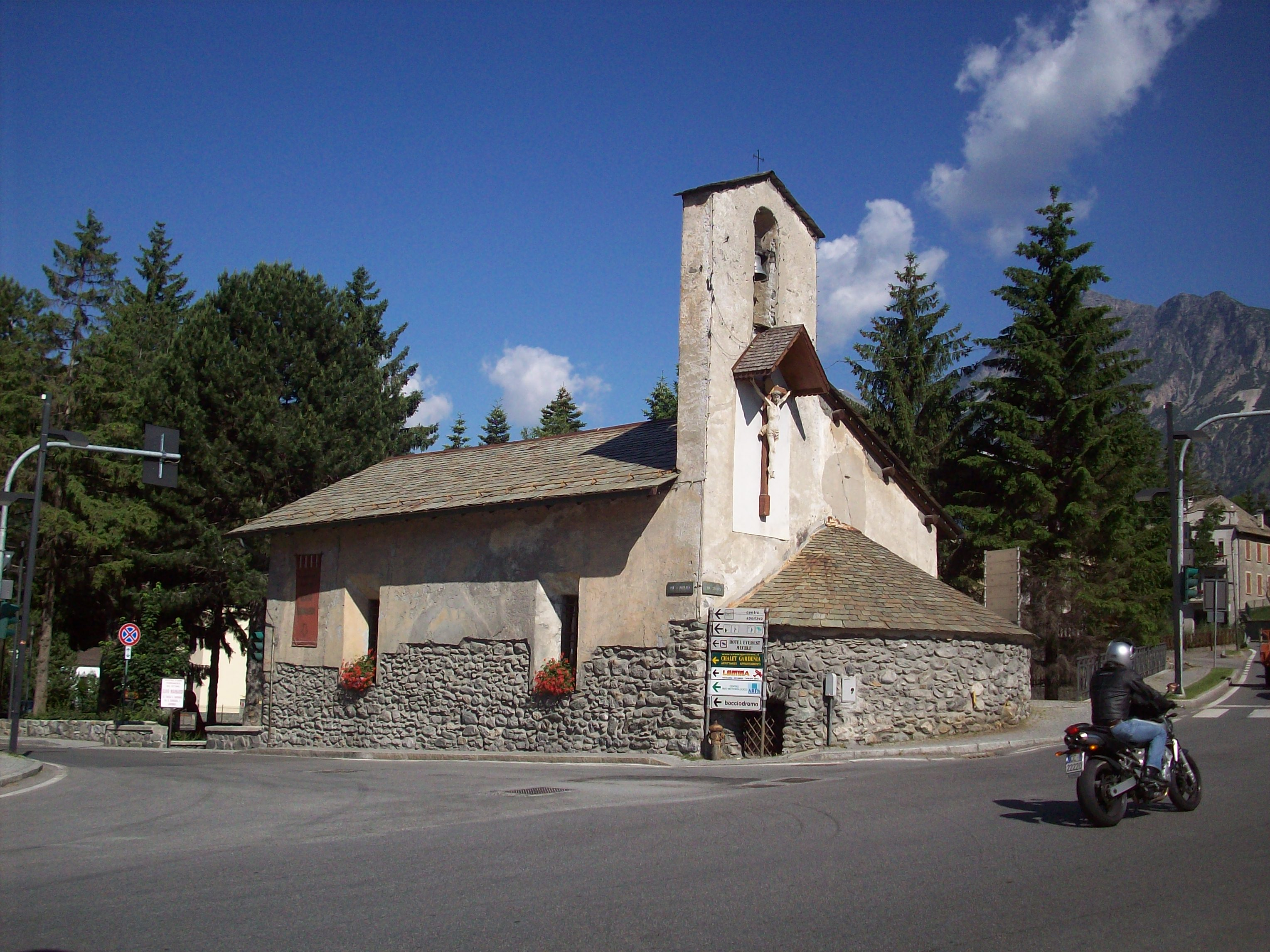
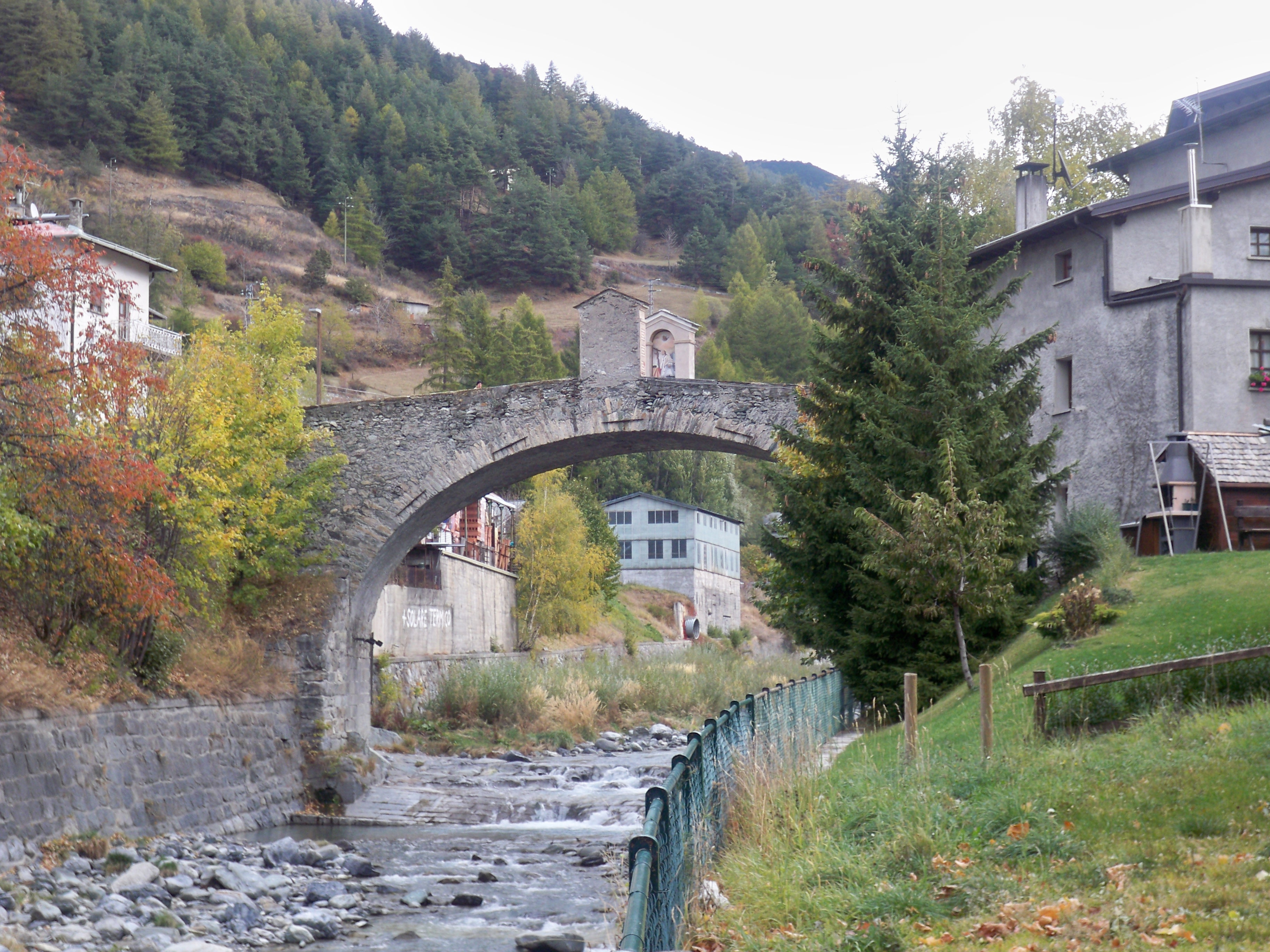
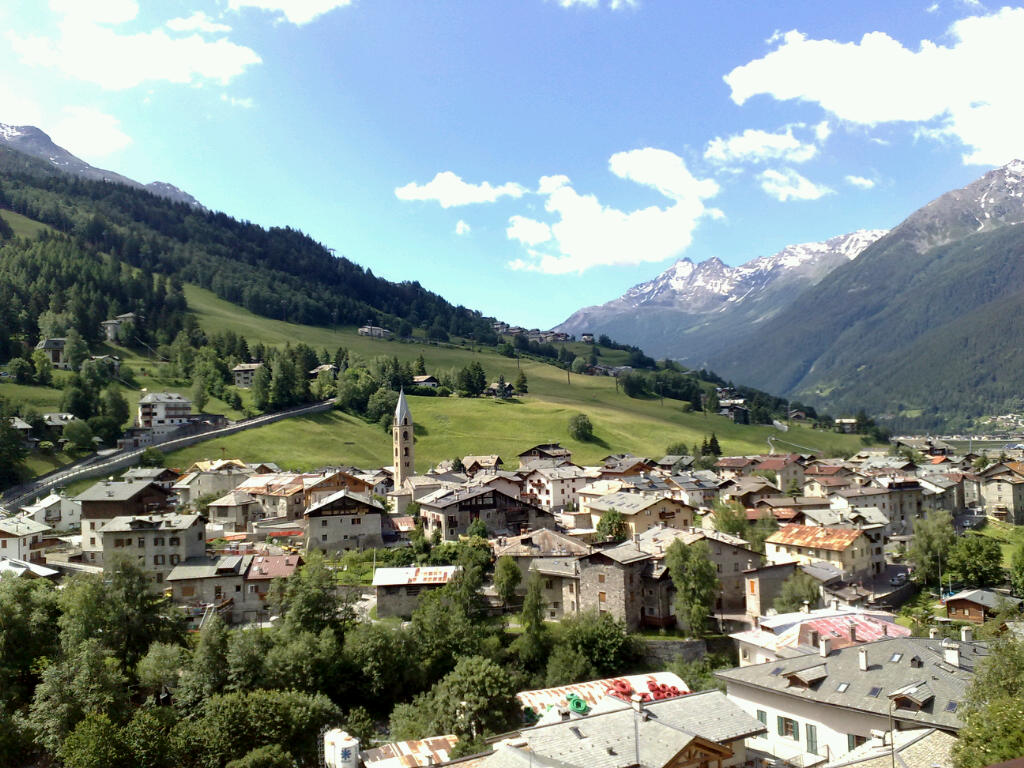
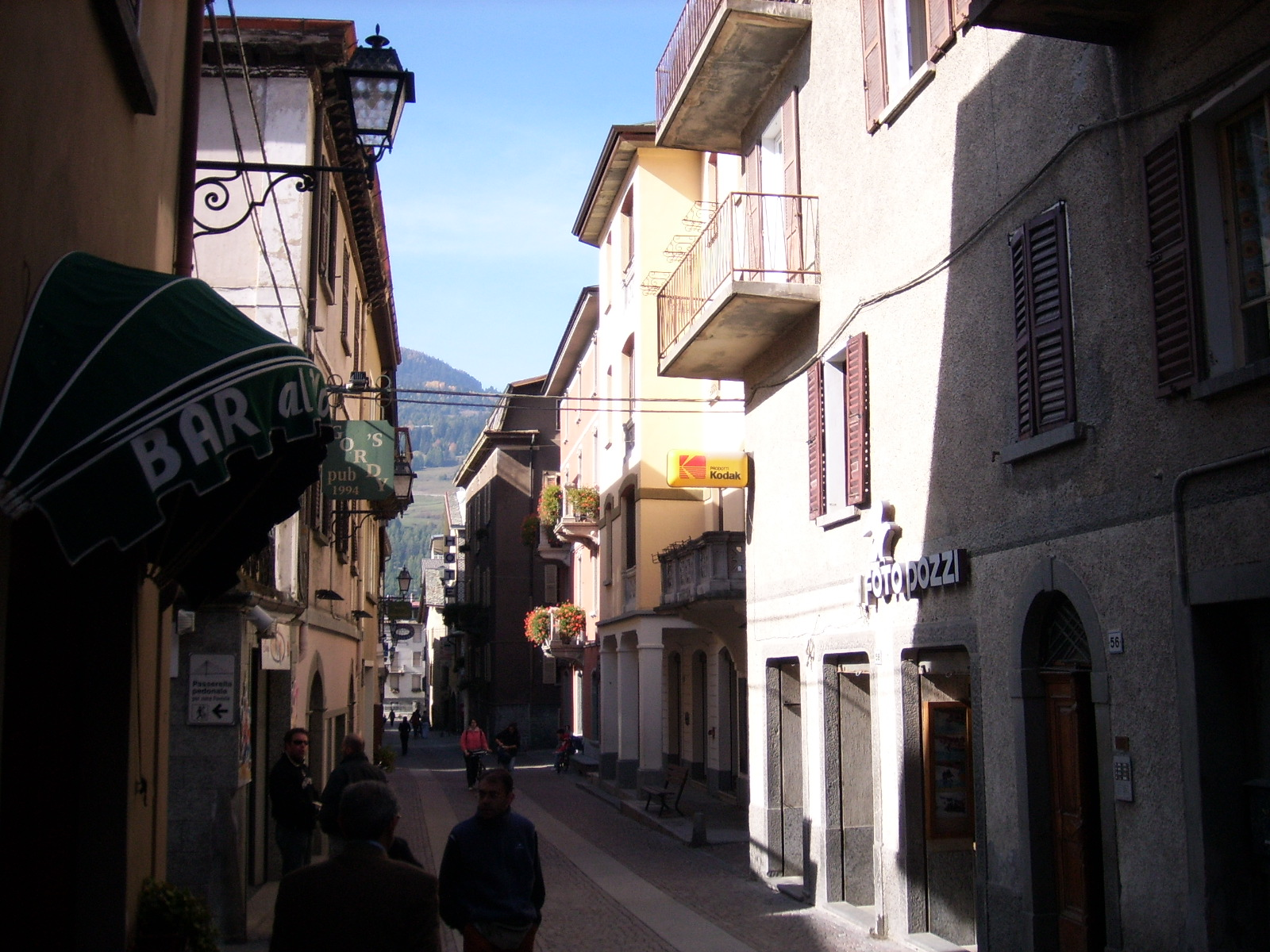
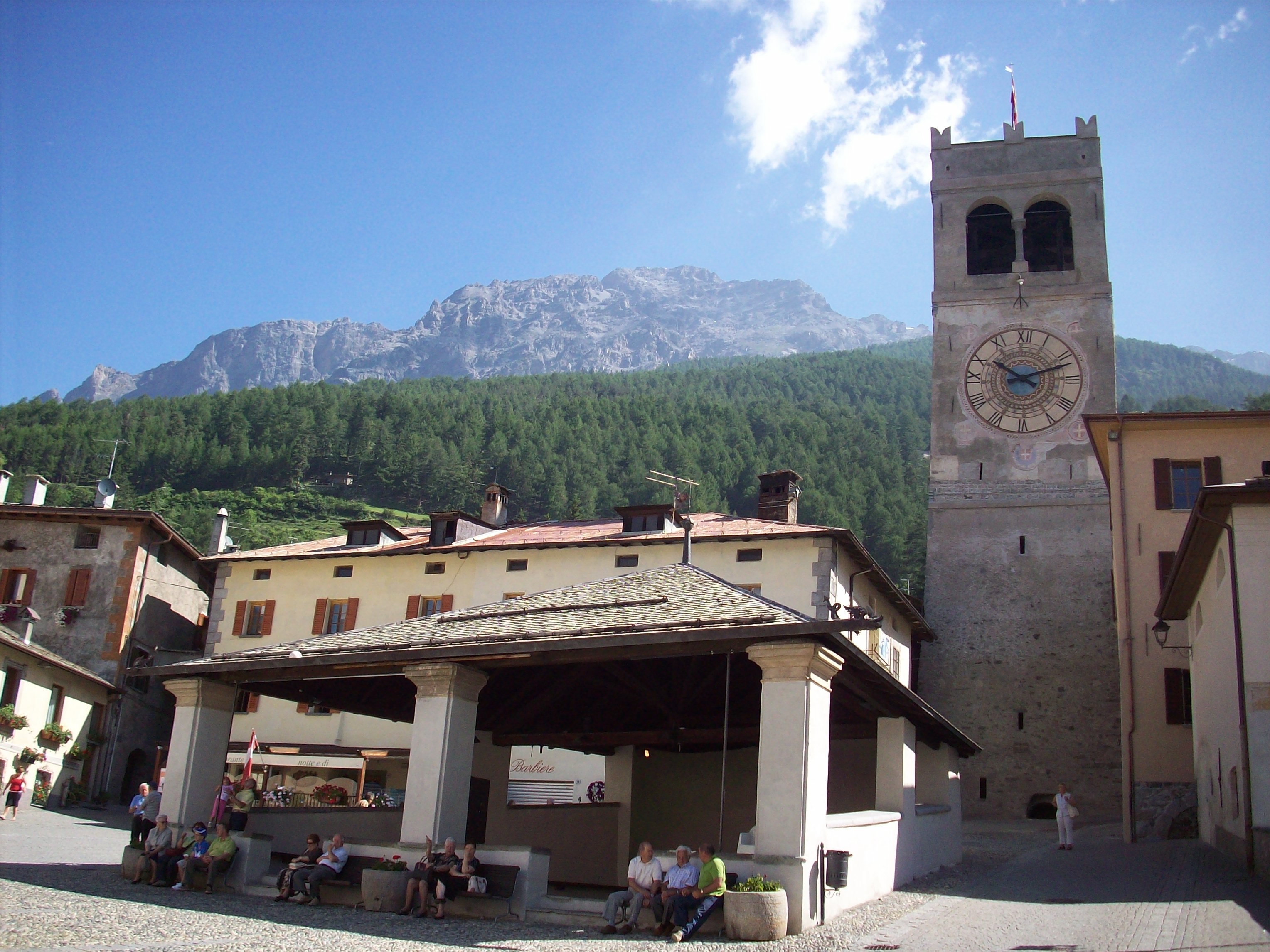